# 로베르 2세 (프랑스)
로베르 2세(프랑스어: Robert II, 972년 3월 27일 ~ 1031년 7월 20일)는 프랑스 왕국의 국왕이다. 별명은 경건왕 또는 현명왕(le Pieux). 위그 카페와 아키텐 공작 기욤 3세의 딸 아델라이드의 아들이며, 오를레앙에서 태어났다.
988년에 이탈리아 왕녀로 프란돌 백작인 아르눌프 2세의 미망인이었던 로잘라와 결혼했으나 992년에 이혼했고, 996년에는 결혼할 수 없는 친척(사촌)인 부르고뉴의 왕녀이자 블루아 백작 블루아의 오도 1세의 미망인인 베르타와 결혼하여 일시적으로 교황 그레고리오 5세에 의해 파문당했다. 교황 실베스테르 2세와 교섭한 끝에, 혼인 무효가 선언되었다. 1001년에 결혼한 아를 백작 기욤 1세의 딸인 콩스탕스와의 사이에서 알릭스, 위그 2세, 앙리 1세, 아델, 부르고뉴 공작 로베르 1세 등이 태어났다. 그는 극히 신앙심이 깊은 왕이었으며, 궁전의 한 쪽에 예배소를 만들고, 이교도에 대해 엄격한 태도를 취했다. 1004년에는 부르고뉴를 손에 넣었다.

## 가계도
- 첫째부인 : 로잘라 - 프란돌 백작인 아르눌프 2세의 미망인
- 둘째부인 : 베르타 - 사촌이자 부르군트 왕녀이자 블루아 백작 블루아의 오도 1세의 미망인
- 셋째부인 : 콩스탕스 - 백작 기욤 1세의 딸
  - 제 1공주 : 아드비자 (1003년경 ~ 1063년이후) - 누베르 백작의 비
  - 제 1왕자 : 위그 (1007년 ~ 1025년) - 프랑스 공동 통치 왕
  - 제 2왕자 : 앙리 (1008년 ~ 1060년)
  - 제 2공주 : 아델 (1009년 ~ 1063년) - 노르망디 공작 샤를 3세의 비,후에 플랑드르 백작 보두앵 5세의 비
  - 제 3왕자 : 로베르 (1011년 ~ 1076년 3월 21일) - 부르고뉴 공
  - 제 4왕자 : 외드 (1013년 ~ 1056년)
  - 제 3공주 : 콩스탕스 (1014년 ~ 1052년)